# 告天台
告天台又名“望衢亭”，是浙江兰溪市的一处名胜古迹，位于云山街道天福山古城的制高点天福山南巅，面朝西南。

## 历史
告天台建于明代隆庆年间，担任兰溪县主簿的赵氏后裔为纪念其远祖、北宋“铁面御史”赵抃（1008—1084）所建。赵抃每晚焚香，向上天禀告每日朝政所做之事，衣冠齐整焚香告之于天，被宰相韩琦誉为“世人标尺”，苏轼誉为“郭慎子之清，孟献子之贤，郑子产之惠，晋叔向之直”。清咸丰年间建筑毁于战乱，民国九年（1920年）重修。

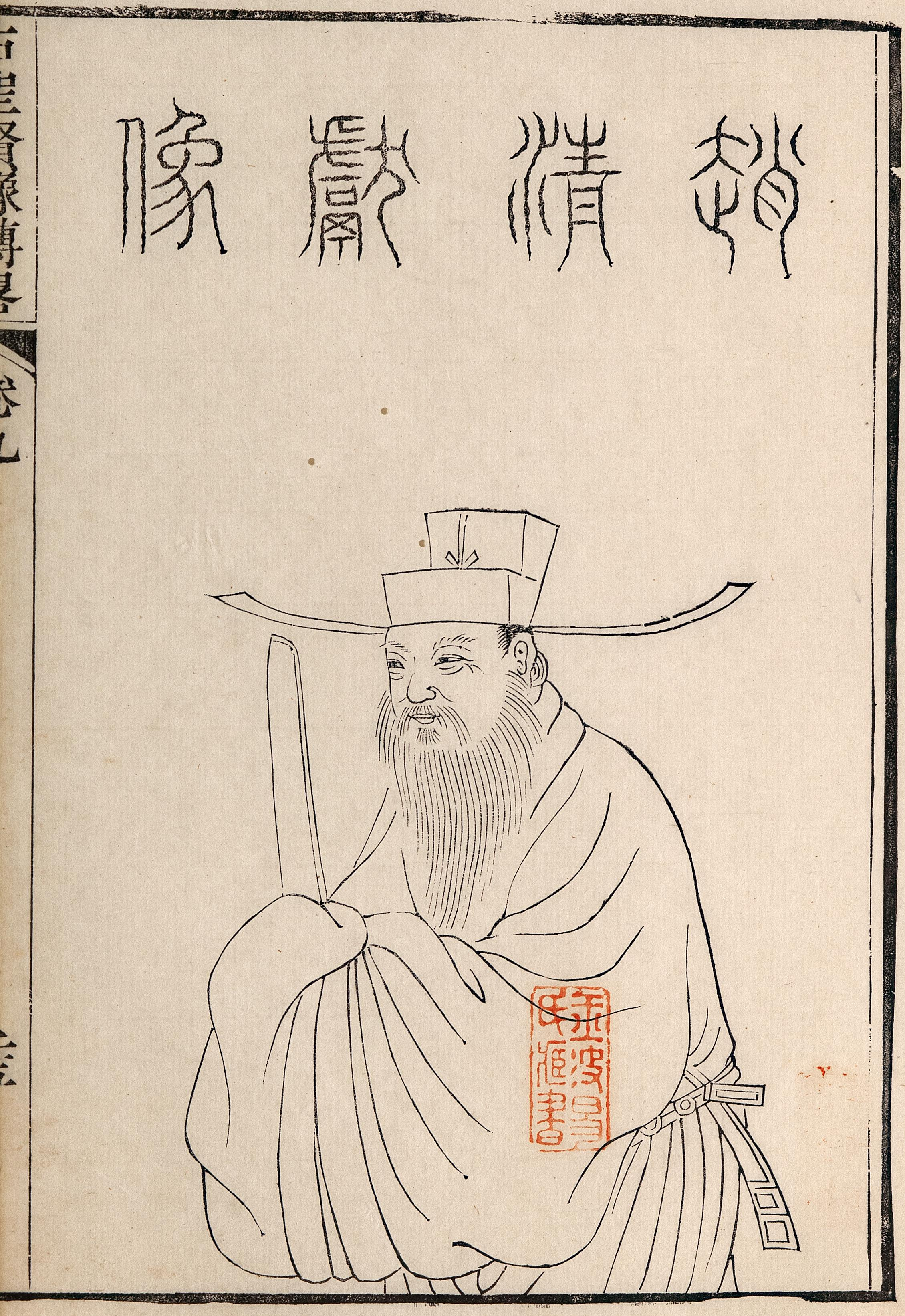
趙抃 古聖賢像傳略

## 建筑
告天台台高9米，红条石垒砌，44级台阶，三面环廊。台上筑有三开间大殿，面积100平方米，歇山顶，飞檐斗拱。柱联“鹤唳彻遥天，常使丹心通帝座；琴声寒夜月，永留清节在人间”，为弘治十二年(1449)明孝宗御题，称赞赵抃为官清廉，仅“一琴一鹤”相伴。殿前建有露台，宜瞻高望远。

## 保护
1981年6月2日，告天台公布为第一批兰溪市文物保护单位。